# Фридрих Бергиус
 Фридрих Карл Рудолф Бергиус (на немски: Friedrich Karl Rudolf Bergius) е германски химик, станал известен с едноименния процес за добиване на синтетично гориво от въглища и получил Нобелова награда за химия за 1931 г. заедно с Карл Бош. След като работи с IG Farben през Втората световна война, неговото гражданство е поставено под въпрос след войната, което го принуждава да емигрира в Аржентина, където работи като съветник към Министерството на промишлеността.

## Произход и ранни години (1884 – 1913)
Роден е на 11 октомври 1884 година в Бреслау (днес Вроцлав, Полша) в пруската провинция Силезия в рамките на Германската империя. Той принадлежи към потомство учени, теолози, офицери и бизнесмени. Дядо му е професор по икономика в Бреслау, а баща му държи химически завод.
Преди да започне да изучава химия, Бергиус е изпратен да работи за шест месеца в стоманолеярен цех в Мюлхайм ан дер Рур. Учението си започва в Бреслауския университет през 1903 г. Завършва с докторантура по химия в Лайпцигския университет през 1907 г., само след 4 години. Неговата дисертация върху сярната киселина като разтворител е ръководена от Артур Рудолф Ханч.
През 1909 г. Бергиус работи един семестър с Фриц Хабер и Карл Бош в Технологичния институт Карслруе върху разработката на процеса на Хабер. В същата година е поканен да работи в Хановерския университет с Макс Боденщайн, който разработва идеята за химична кинетика.

## Научна дейност (1913 – 1945)

### Процес на Бергиус
По време на хабилитацията му са развити техниките на химията, включващи високо налягане и висока температура за въглеродсъдържащи субстрати, след което е патентован т.нар. процес на Бергиус през 1913 г. В хода на този процес, чрез хидрогениране на лигнит се получават течни въглеводороди, използвани като синтетично гориво. Той разработва процеса доста преди появата на по-известния процес на Фишер-Тропш.

### Завод за синтетично гориво
Предприемачът Теодор Голдшмид кани Бергиус да построят химичен завод през 1914 г. Производството на предприятието започва едва през 1919 г., след края на Първата световна война, когато нуждата от гориво вече спада. Техническите проблеми, инфлацията и постоянните критики от страна на Франц Фишер, които се превръщат в подкрепа след лична демонстрация на процеса, допълнително забавят прогреса, и Бергиус продава патента си на BASF, след което Карл Бош работи по него.
Преди началото на Втората световна война са построени няколко завода с годишен капацитет от 4 милиона тона синтетично гориво.

### Нобелова награда за химия
Хидролизата на дърво за получаване на захар за промишлено използване се оказва трудна задача за Бергиус. След като се премества в Хайделберг, той започва да подобрява процеса и планира производство в промишлен мащаб. Големите разходи и техническите проблеми почти го довеждат до фалит. Съдия-изпълнител съпровожда Бергиус до Стокхолм, за да вземе парите от Нобеловата му награда за химия през 1931 г.

### Втората световна война
Движението за автаркия преди Втората световна война се ускорява и са построени няколко химически завода. Бергиус се премества в Берлин, където се включва само незначително малко в разработката им. Докато е в Бад Гащайн, Австрия, лабораторията и къщата му са разрушени от въздушно нападение. Той остава в Австрия през остатъка от войната.

## Следващи години (1945 – 1949)
След войната неговото гражданство е поставено под въпрос, поради сътрудничеството му с IG Farben. От Германия той впоследствие заминава да работи като консултант в Италия, Турция, Швейцария и Испания. Накрая емигрира в Аржентина, където работи като съветник към Министерството на промишлеността.
Умира в Буенос Айрес на 30 март 1949 г. и е погребан там.